# Contea di Allegheny
La contea di Allegheny (in inglese Allegheny County) è una contea degli Stati Uniti d'America nell'area occidentale dello Stato della Pennsylvania. Il capoluogo di contea è Pittsburgh.

## Geografia fisica
La contea si trova nella parte sud-occidentale dello Stato. Il territorio è prevalentemente collinare ed è diviso in tre regioni dai fiumi Allegheny, Monongahela e Ohio. Il fiume Allegheny scorre da nord-est verso sud-ovest. Il fiume Monongahela scorre da sud verso nord. I due fiumi si incontrano a Pittsburgh e dalla loro confluenza nasce il fiume Ohio che scorre verso nord-ovest. A sud di Pittsburgh il Monongahela riceve da destra il fiume Youghiogheny. L’Ohio, l’Allegheny e il Monongahela si incontrano nel centro della contea per formare un’area nota come Golden Triangle ("Triangolo d’Oro). Il Triangolo è oggi il distretto centrale degli affari di Pittsburgh.
La contea ospita l'Università di Pittsburgh, la Duquesne University e l'Università Carnegie Mellon.

### Contee confinanti
- Contea di Butler - nord
- Contea di Armstrong - nord-est
- Contea di Westmoreland - est
- Contea di Washington - sud-ovest
- Contea di Beaver - nord-ovest

## Storia
I primi abitanti del territorio furono gli irochesi. I primi europei a penetrare nella regione furono i francesi che a partire dal 1749 rivendicarono il dominio sulla regione.
Gli inglesi cercarono di contrastare i francesi con la costruzione del forte Prince George nel 1754. Ma prima che il forte potesse essere completato i francesi lo conquistarono e lo ricostruirono chiamandolo Fort Duquesne. Il forte ebbe un ruolo di primo piano nella guerra dei sette anni e fu riconquistato dagli inglesi nel 1758. Sul luogo essi edificarono Fort Pitt accanto al quale si svilupperà la città di Pittsburgh.
La contea fu istituita nel 1788 su un territorio che fino a quel momento aveva fatto parte delle contee di Washington e Westmoreland. Il nome della contea deriva dalla parola del popolo Delaware oolikhanna, che significa “buon fiume”. La contea ebbe un rapido sviluppo industriale nel corso del XIX secolo e grazie ai vicini giacimenti di ferro e carbone e alle vie fluviali la città di Pittsburgh divenne uno dei principali centri siderurgici al mondo.

## Comuni

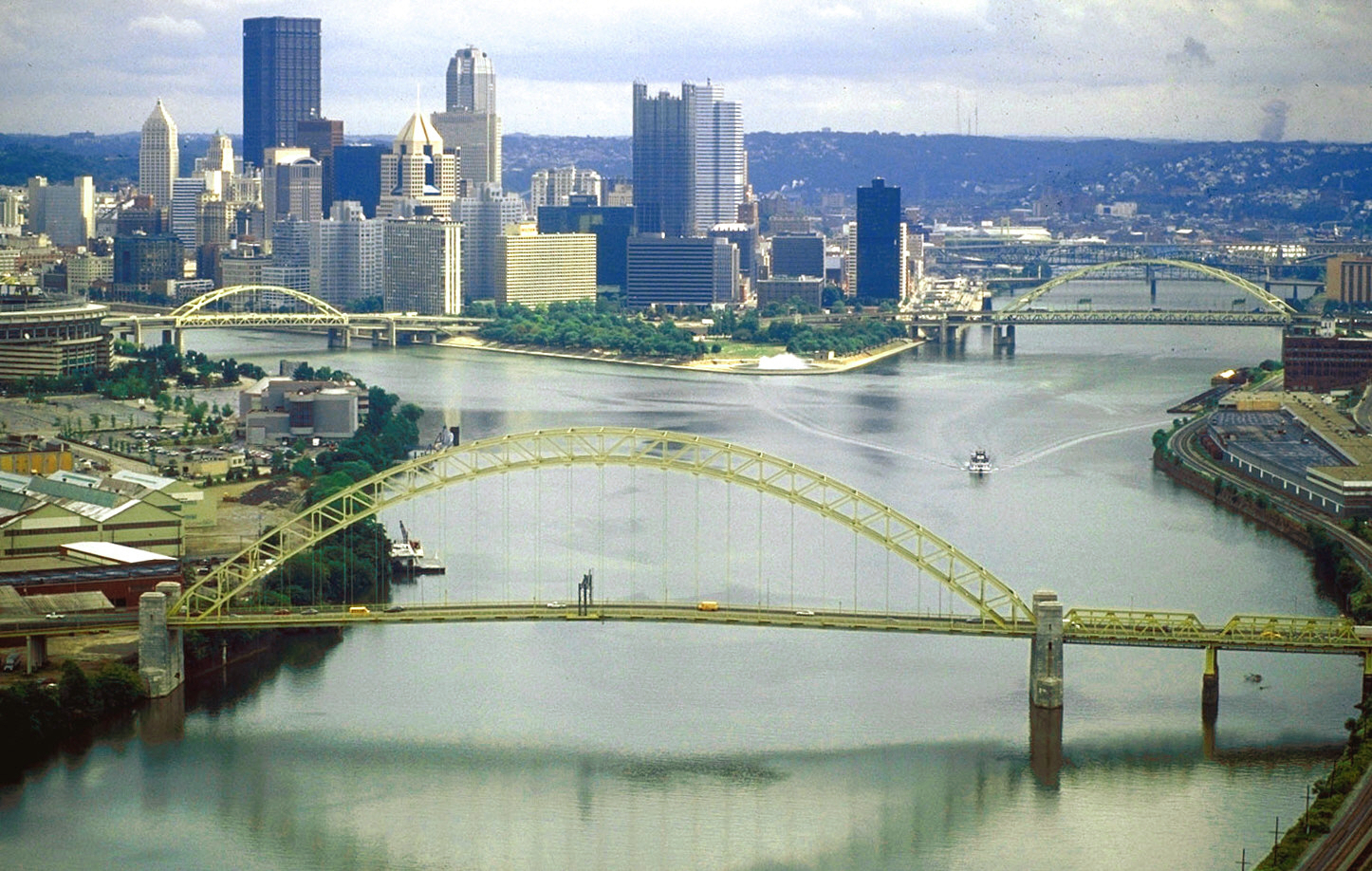
Panorama di Pittsburgh con in primo piano il fiume Ohio nato dalla confluenza del fiume Allegheny (a sinistra) con il fiume Monongahela (a destra)

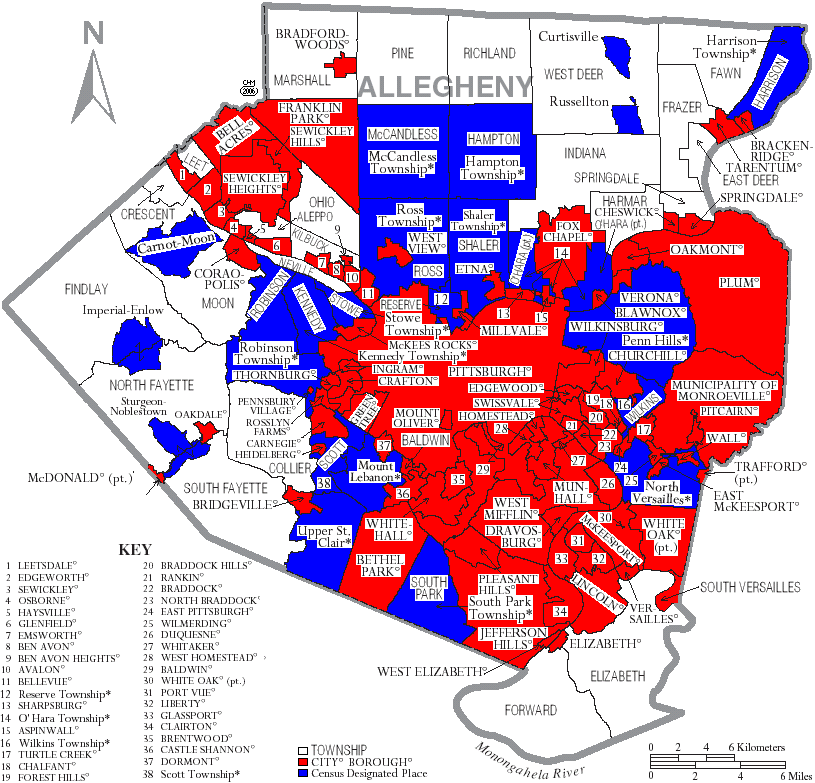
Pianta della contea con le city e i borough riportati in rosso, le township in bianco e i census-designed place in blu.

## Comuni[3]
| - Aleppo - township - Aspinwall - borough - Avalon - borough - Baldwin - borough - Baldwin Township - township - Bell Acres - borough - Bellevue - borough - Ben Avon - borough - Ben Avon Heights - borough - Bethel Park - municipality - Blawnox - borough - Brackenridge - borough - Braddock - borough - Braddock Hills - borough - Bradfordwoods - borough - Brentwood - borough - Bridgeville - borough - Carnegie - borough - Castle Shannon - borough - Chalfant - borough - Cheswick - borough - Churchill - borough - Clairton - city - Collier - township - Coraopolis - borough - Crafton - borough - Crescent - township - Dormont - borough - Dravosburg - borough - Duquesne - city - East Deer - township - East McKeesport - borough - East Pittsburgh - borough - Edgewood - borough - Edgeworth - borough - Elizabeth - township - Elizabeth - borough - Emsworth - borough - Etna - borough - Fawn - township - Findlay - township - Forest Hills - borough - Forward - township | - Fox Chapel - borough - Franklin Park - borough - Frazer - township - Glassport - borough - Glen Osborne - borough - Glenfield - borough - Green Tree - borough - Hampton - township - Harmar - township - Harrison - township - Haysville - borough - Heidelberg - borough - Homestead - borough - Indiana - township - Ingram - borough - Jefferson Hills - borough - Kennedy - township - Kilbuck - township - Leet - township - Leetsdale - borough - Liberty - borough - Lincoln - borough - Marshall - township - McCandless - township - McDonald - borough - McKees Rocks - borough - McKeesport - city - Millvale - borough - Monroeville - municipality - Moon - township - Mt. Lebanon - township - Mount Oliver - borough - Munhall - borough - Neville - township - North Braddock - borough - North Fayette - township - North Versailles - township - Oakdale - borough - Oakmont - borough - O'Hara - township - Ohio - township - Penn Hills - township - Pennsbury Village - borough | - Pine - township - Pitcairn - borough - Pittsburgh (capoluogo) - city - Pleasant Hills - borough - Plum - borough - Port Vue - borough - Rankin - borough - Reserve - township - Richland - township - Robinson - township - Ross - township - Rosslyn Farms - borough - Scott - township - Sewickley - borough - Sewickley Heights - borough - Sewickley Hills - borough - Shaler - township - Sharpsburg - borough - South Fayette - township - South Park - township - South Versailles - township - Springdale - borough - Springdale Township - township - Stowe - township - Swissvale - borough - Tarentum - borough - Thornburg - borough - Trafford - borough - Turtle Creek - borough - Upper St. Clair - township - Verona - borough - Versailles - borough - Wall - borough - West Deer - township - West Elizabeth - borough - West Homestead - borough - West Mifflin - borough - West View - borough - Whitaker - borough - White Oak - borough - Whitehall - borough - Wilkins - township - Wilkinsburg - borough - Wilmerding - borough |